# Џозеф Пулицер
Џозеф Пулицер (енгл. Pulitzer Joseph; Мако, 10. април 1847 — Чарлстон, 29. октобар 1911) је био северноамерички новинар мађарског порекла. Био је власник листова Пост-Диспеч из Сент Луиса, World и Evening World из Њујорка. Храбро је износио упечатљиве примере друштвене и економске неједнакости, те је тежио реформама и отклањању злоупотреба, па је тиме стекао назив оснивач сензационе штампе у САД. Џозеф Пулицер је оснивач Пулицерове награде за дела из различитих области као што су: америчка историја, поезија, драма, романи, музика, новинарство. Пулицерова награда додељује се сваке године, а могу је добити само амерички држављани. На универзитету Колумбија основао је 1903. године прву новинарску школу.

## Младост
Он је рођен као Пулицер Јожеф (редослед имена по мађарском обичају) у Макоу, око 200 km југоисточно од Будимпеште, као син Елизе (Бергер) и Фулоп Пулицер. Пулицери су били међу неколико јеврејских породица које су живеле у том подручју и стекле репутацију трговаца и дућанџија. Џозефов отац је био угледни бизнисмен, сматран је за другог од „најистакнутијих трговаца“ Макоа. Њихови преци су се из Полице у Моравској иселили у Угарску крајем 18. века.
Године 1853, Фулоп Пулицер је био довољно богат да се повуче. Породицу је преселио у Пешту, где је децу школовао код приватних учитеља, а предавао француски и немачки језик. Године 1858, након Фулопове смрти, његов посао је банкротирао, а породица је осиромашила. Џозеф је покушао да се пријави у разне европске војске ради посла пре него што је емигрирао у Сједињене Државе.

### Служба у грађанском рату
Пулицер је покушао да се придружи војсци, али га је одбила Аустријска војска, затим је покушао да се придружи француској Легији странаца да би се борио у Мексику, али је на сличан начин одбијен, а затим и Британској војсци где је такође одбијен. Коначно је регрутован у Хамбургу, у Немачкој, да се бори за Унију у Америчком грађанском рату у августу 1864. Пулицер није знао енглески када је стигао у луку Бостон 1864. у узрасту од 17 година, а његов пут је платила регрутна служба Масачусетса. Сазнавши да регрутари троше лавовски део његове награде за регрутацију, Пулицер је напустио регрутну станицу на Дир Ајланду и отишао у Њујорк. Плаћено му је 200 долара да се пријави у Линколнову коњицу 30. септембра 1864. године. Био је део Шериданове војске, у 1. њујоршком коњичком пуку у компанији Л, придружио се пуку у Вирџинији у новембру 1864. и борио се у Апоматокс кампањи, пре него што је демобилисан 5. јуна 1865. Иако је говорио немачки, мађарски и француски, Пулицер је мало познавао енглески све до након рата, пошто је његов пук био састављен углавном од немачких досељеника.

## Рана каријера у Сент Луису
После рата, Пулицер се вратио у Њујорк, где је остао кратко. Преселио се у Њу Бедфорд у Масачусетсу због китоловске индустрије, али је открио да му је то превише досадно. Вратио се у Њујорк са мало новца. Без пребијене паре, спавао је у вагонима на калдрмисаним споредним улицама. Одлучио је да отпутује као „слепи путник“ (товарним вагонима) у Сент Луис, Мисури. Своју једину имовину, белу марамицу, продао је за 75 центи.
Када је Пулицер стигао у град, касније се присећао: „Светла Сент Луиса су ми изгледала као обећана земља.“ У граду је његов немачки био користан колико и у Минхену због велике етничке немачке популације, због снажне имиграције од револуција 1848. У Westliche Post је видео оглас за коњушара мазги у касарни Бентон. Следећег дана је препешачио четири миље и добио посао, али га је задржао само два дана. Дао је отказ због лоше хране и хирова мазги, рекавши: „Човек који није водио рачуна о шеснаест мазги не зна шта су посао и невоље.“ Пулицеру је било тешко да задржи посао; био је сувише мршав за тежак рад и вероватно превише поносан и темпераментан да би примао наређења.
Радио је као конобар у Тони Фаусту, познатом ресторану у Петој улици. Ту локацију су посећивали чланови Филозофског друштва Сент Луиса, укључујући Томаса Дејвидсона, Немаца Хенрија К. Брокмајера; и William Torrey HarrisВилијам Тори Харис. Пулицер је проучавао Брокмајера, који је био познат по преводу Хегела, и он би се „држао Брокмајерових громогласних речи, чак и док их је служио перецима и пивом.“ Отпуштен је након што му је послужавник исклизнуо из руке, те је један од гостију је био натопљен пивом.
Пулицер је своје слободно време проводио у Трговачкој библиотеци Сент Луиса на углу улица Пета и Локуст, учећи енглески и халапљиво читајући. Тамо је стекао пријатеља за цео живот у библиотекару Уду Брахвогел. Често је играо у шаховској соби библиотеке, где је Карл Шурц приметио његов агресивни стил. Пулицер се веома дивио Шурцу, рођеном у Немачкој, амблему успеха који грађанин рођен у иностранству постиже својом енергијом и вештинама. Године 1868, Пулицер је примљен у адвокатску комору, али је његов лош енглески и необичан изглед одвраћао клијенте. Мучио се са извршењем мањих папира и наплатом дугова. Те године, када је новинама Westliche Post био потребан репортер, понуђен му је посао.
Убрзо након тога, он и неколико десетина људи платили су брзоговорном промотеру по пет долара, након што су му обећани добро плаћени послови на плантажи шећера у Луизијани. Укрцали су се на пароброд, који их је одвео низ реку 30 миља јужно од града, одакле их је посада истерала. Када је брод отишао, мушкарци су закључили да су обећани послови на плантажама били варка. Вратили су се у град, где је Пулицер написао извештај о превари и био је задовољан када га је прихватио Westliche Post, који су уређивали др Емил Приториус и Карл Шурц, што је очигледно била његова прва објављена новинска прича.
Пулицер је 6. марта 1867. постао натурализовани амерички држављанин.

## Улазак у новинарство и политику
У згради Westliche Post, Пулицер је упознао адвокате Вилијама Патрика и Чарлса Филипа Џонсона и хирурга Џозефа Неша Макдауела. Патрик и Џонсон су Пулицера називали „Шекспиром“ због његовог изузетног профила. Помогли су му да обезбеди посао у Атлантској и Пацифичкој железници. Његов посао је био да забележи земљишне акте за железницу у дванаест округа у југозападном Мисурију где је железничка пруга планирала да изгради пругу. Када је завршио, адвокати су му дали простор за сто и дозволили му да студира право у њиховој библиотеци како би се припремио за адвокатуру.
Пулицер је показао таленат за извештавање. Радио би по 16 сати дневно – од 10 до 2 сата ујутру. Имао је надимак „Џои Немац” или „Џои Јевреј“. Учланио се у Филозофско друштво и посећивао немачку књижару у којој су се дружили многи интелектуалци. Међу његовом новом групом пријатеља били су Џозеф Кеплер и Томас Дејвидсон.